# Rarefeito
Algo rarefeito significa pouco denso, que se rarefaz, provém do latim. Geralmente o termo é utilizado para demonstrar que algo é passageiro, transparente. Uma atmosfera rarefeita significa uma atmosfera tênue com baixa pressão atmosférica e com pouca concentração e variedade de gases. Encontrado em grandes altitudes. Ao nível do mar, o ar é pesado, com uma massa estável de 1,033 kgf/cm² (1 kg por centímetro cúbico). À medida que subimos, a pressão do ar vai diminuindo. Assim, numa altitude de 3 km, a pressão do ar é de somente 700 g por centímetro cúbico, causando dificuldade de respiração.